# Mistrzostwa Australii i Oceanii w strzelectwie
Mistrzostwa Australii i Oceanii w strzelectwie – zawody strzeleckie. Pierwsza edycja odbyła się w 1988 roku w Christchurch. Odbywają się co dwa lata w lata nieparzyste.

## Strzelectwo

### Edycje
| Rok  | Gospodarz    | Data                        | Liczba konkurencji | Uwagi                           |
| ---- | ------------ | --------------------------- | ------------------ | ------------------------------- |
| 1988 | Christchurch |                             | 13                 |                                 |
| 1991 | Adelaide     |                             | 22                 |                                 |
| 1993 | Auckland     |                             | 19                 |                                 |
| 1995 | Auckland     |                             | 19                 |                                 |
| 1997 | Adelaide     |                             | 21                 |                                 |
| 1999 | Sydney       |                             | 22                 |                                 |
| 2001 | Auckland     |                             | 17                 |                                 |
| 2003 | Auckland     |                             | 18                 |                                 |
| 2005 | Brisbane     | 30 października–5 listopada | 20                 |                                 |
| 2007 | Sydney       | 28 października–3 listopada | 18                 |                                 |
| 2009 | Sydney       | 23 listopada–2 grudnia      | 4                  | Mistrzostwa w strzelaniu z 10 m |
| 2011 | Sydney       | 26 listopada–2 grudnia      | 18                 |                                 |
| 2013 | Sydney       | 29 listopada–6 grudnia      | 18                 |                                 |
| 2015 | Sydney       | 25 listopada–3 grudnia      | 18                 |                                 |
| 2017 | Gold Coast   | 28 października–8 listopada | 17                 |                                 |
| 2019 | Sydney       | 1–9 listopada               |                    |                                 |